# 라몬 그로소
라몬 모레노 그로소(스페인어: Ramón Moreno Grosso; 1943년 12월 8일, 마드리드 주 마드리드 ~ 2002년 2월 13일, 마드리드 주 마드리드)는 스페인의 전 축구 선수로, 현역 시절 공격수로 활약하였다.
그는 레알 마드리드 선수로, 라 리가에 12시즌 참가하였고, 366번의 공식 경기에 출전해 96골을 넣고 1965–66 시즌 유러피언컵을 비롯한 11번의 주요 대회 우승을 거두었다.

## 클럽 경력
마드리드 출신인 그로소는 15세에 레알 마드리드의 유소년부를 졸업해, 마드리드 선수로 12년을 보내게 되었다.
비록 아만시오 아마로, 프란시스코 헨토, 푸슈카시 페렌츠 등의 쟁쟁한 선수들과 선수단 내에서 경쟁하였지만, 처음 2시즌 동안 구단 내 득점 1위를 기록하였는데, 1964–65 시즌에는 28경기에 출전해 17골을 기록했고, 그 다음 시즌에는 29경기에서 11번 골망을 흔들었다. 그는 1964년 9월 23일에 5-2로 이긴 볼클루벤 1909와의 원정 경기에서 유러피언컵 첫 경기를 치르고 골도 넣었다.
그 이후, 그로소는 레알 마드리드 소속으로 다른 역할을 맡기도 했는데, 보카 주니어스와의 트로페오 라몬 데 카란사 경기에서는 골키퍼를 맡기도 했다. 그는 "선수단에 헌신하는" 자세로 일꾼(Obrero)이라는 별명을 얻었고, 1976년 6월을 끝으로 레알 마드리드를 떠난 그로소는 얼마 지나지 않아 32세의 나이로 축구화를 벗었다.
그로소는 이어서 몇 십년 동안 마드리드의 여러 직위를 맡았다: 그는 우선 유소년부의 감독을 맡았는데, 세군다 디비시온에 속한 레알 마드리드 카스티야 감독을 두 차례 맡았는데, 한 번은 1986–87 시즌에, 또 한 번은 1996–97 시즌에 도합 24경기를 지휘했는데, 2번째 임기는 강등의 비극으로 끝났다. 이후 1군 감독도 맡았는데, 1991년 3월 24일에 알프레도 디 스테파노가 해임되면서 라도미르 안티치가 부임하기 전까지 대행 감독을 한 경기 동안 맡아 오비에도와의 안방 경기에서 1-1로 비겼다.

## 국가대표팀 경력
그로소는 스페인 국가대표팀에서 3년을 활약하면서 14경기에 출전하였다. 그의 첫 국가대표팀 경기는 1967년 2월 1일, 알리 사미 옌에서 0-0으로 비긴 터키와의 UEFA 유로 1968 예선전 경기로, 그는 터키와 재회한 경기에서 득점을 올렸는데, 빌바오에서 벌어진 경기는 2-0 승리로 끝났다.

### 국가대표팀 득점 기록
| #  | 날짜            | 경기장                  | 상대     | 점수 | 최종결과 | 대회                  |
| -- | --------------- | ----------------------- | -------- | ---- | -------- | --------------------- |
| 1. | 1967년 5월 31일 | 스페인 빌바오 산 마메스 | 튀르키예 | 1–0  | 2–0      | UEFA 유로 1968 예선전 |

## 최후
암투병을 오래 이어온 그로소는 2002년 2월 13일에 고향 마드리드에서 향년 58세로 영면에 들었다. 그의 유족은 배우자 암파로와 5명의 자식들로, 장녀 마리아 앙헬라는 레알 마드리드의 프란시스코 요렌테를 남편으로 맞이했었다.

## 수상
레알 마드리드
- 라 리가: 1964–65, 1966–67, 1967–68, 1968–69, 1971–72, 1974–75, 1975–76
- 코파 델 헤네랄리시모: 1969–70, 1973–74, 1974–75
- 유러피언컵: 1965–66